# 이와키 FC
이와키 FC(일본어: いわきFC)는 일본 후쿠시마현 이와키시를 연고로 하는 축구 클럽이다. 이 팀은 2012년에 창단되었으며, 현재 J2리그에 출전하고 있다. 동일본 대지진으로부터 부흥하기 위해 만들어졌다.

## 선수 명단

### 현역
참고: FIFA 자격 규정에 따라 소속된 국가대표팀 국기를 표시합니다. 선수는 복수의 FIFA 비회원국 국적을 가지고 있을 수 있습니다.
| 번호 | 포지션 | 국적 | 이름 |
| ---- | ------ | ---- | ---- |

| 번호 | 포지션 | 국적 | 이름   |
| ---- | ------ | ---- | ------ |
| 28   | FW     |      | 김현우 |
| 33   | FW     |      | 현우빈 |
| 39   | GK     |      | 주현진 |

## 역대 감독
| 감독            | 임기        |
| --------------- | ----------- |
| 피터 하우스트라 | 2016        |
| 미즈코시 준     | 2017 ~ 2021 |
| 미즈코시 준     | 2023 ~      |

틀:이와키 FC
틀:이와키 FC 선수 명단